# Biokovo (Foča)
Pour les articles homonymes, voir Biokovo.
Biokovo (en serbe cyrillique : Биоково) est un village de Bosnie-Herzégovine. Il se situe dans la municipalité de Foča et dans la république serbe de Bosnie. Selon les premiers résultats du recensement bosnien de 2013, il compte 188 habitants.

## Démographie

### Répartition de la population par nationalités (1991)
En 1991, le village comptait 154 habitants, répartis de la manière suivante :